# Juegos Asiáticos de 1962
Los IV Juegos Asiáticos se celebraron en Yakarta (Indonesia), del 24 de agosto al 4 de septiembre de 1962, bajo la denominación Yakarta 1962.

Participaron un total de 1460 deportistas representantes de 12 países miembros de la Federación para los Juegos Asiáticos. El total de competiciones fue de 88 repartidas en 13 deportes.

## Historia
Debido a disturbios políticos ocurridos en Indonesia en 1962, la cuarta edición de los Juegos vio reducido las naciones participantes a doce. Cuando en la tercera edición participaron dieciséis países. Además, Indonesia se negó a permitir la participación de Israel y la República de China debido a temas políticos y religiosos. Como resultado de ello, el Comité Olímpico Internacional sancionó al país anfitrión.

## Medallero
| Núm. | País          | Oro | Plata | Bronce | Total |
| ---- | ------------- | --- | ----- | ------ | ----- |
| 1    | Japón         | 73  | 56    | 23     | 152   |
| 2    | Indonesia     | 11  | 13    | 10     | 33    |
| 3    | India         | 9   | 12    | 27     | 48    |
| 4    | Filipinas     | 7   | 4     | 16     | 27    |
| 5    | Corea del Sur | 4   | 9     | 10     | 23    |
| 6    | Pakistán      | 3   | 4     | 4      | 11    |
| 7    | Tailandia     | 2   | 5     | 5      | 12    |
| 8    | Malasia       | 2   | 3     | 5      | 10    |
| 9    | Birmania      | 2   | 1     | 7      | 10    |
| 10   | Singapur      | 1   | 0     | 1      | 2     |
| 11   | Ceilán        | 0   | 1     | 2      | 3     |
| 12   | Hong Kong     | 0   | 0     | 1      | 1     |
| TOT  |               | 113 | 103   | 108    | 324   |

| Predecesor: Tokio 1958 | IV Juegos Asiáticos 1962 | Sucesor: Bangkok 1966 |